# 1850 en arts plastiques
| Années des arts plastiques : 1847 - 1848 - 1849 - 1850 - 1851 - 1852 - 1853    |
| Décennies des arts plastiques : 1820 - 1830 - 1840 - 1850 - 1860 - 1870 - 1880 |

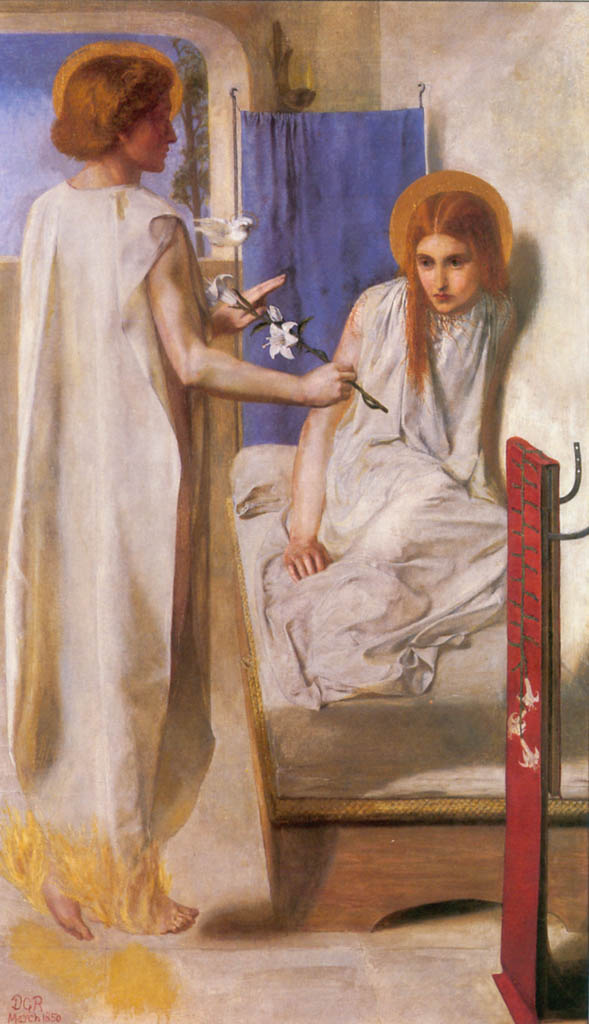
Le peintre britannique Dante Gabriel Rossetti peint L'Annonciation.

Cette page concerne l'année 1850 en arts plastiques.

## Naissances
- 26 janvier : Charles-Edmond Daux, peintre et illustrateur français († 1937),
- 27 janvier : Ivan Pokhitonov, peintre russe († 23 décembre 1923),
- 10 février : Victor Dutertre, peintre et graveur sur bois français († 1937),
- 14 février : Eugène Cauchois, peintre français († 11 octobre 1911),
- 15 février : Ion Andreescu, peintre roumain († 22 octobre 1882),
- 21 février :
  - Vittorio Avanzi, peintre italien († 7 août 1913),
  - Paul Pauthe, peintre français († 27 janvier 1917),
- 22 février : Fiodor Vassiliev, peintre paysagiste russe († 6 octobre 1873),
- 6 mars : Angiolo Achini, peintre italien († 16 janvier 1930),
- 10 mars : Charles Devillié, peintre français († 9 mai 1905),
- 20 mars : Gyula Aggházy, peintre de genre hongrois et professeur de l'École des Beaux-Arts de Budapest († 23 mai 1919),
- 25 mars : Adolfo Feragutti Visconti, peintre suisse/italien († 10 mars 1924),
- 2 avril : Charles Giron, peintre et critique d'art suisse († 9 juin 1914),
- 20 avril :	
  - Alexis Marie Lahaye, peintre français († 3 avril 1914),
  - Jean-François Raffaëlli, peintre, sculpteur et graveur français († 11 février 1924),
- 23 avril : Albert Dubuisson, peintre français († 13 janvier 1937),
- 28 avril : Pierre Boncquet, sculpteur belge († 6 février 1884),
- 2 mai : Susanne von Nathusius, peintre allemande († 30 décembre 1929),
- 9 mai : Fernande de Mertens, peintre franco-belge († 24 janvier 1924),
- 22 mai : Aimé Ponson, peintre français († 9 septembre 1924),
- 25 mai : Jean-Paul Louis Martin des Amoignes, peintre français († 30 juin 1925),
- 2 juin : Friedrich August von Kaulbach, peintre allemand († 26 juillet 1920),
- 4 juin : Paul Louis Martin des Amoignes, peintre français († 30 juin 1925),
- 13 juin : Félix Lafond, peintre, céramiste et conservateur de musée français († 23 février 1917),
- 16 juin : Aimé Morot, peintre et sculpteur français († 12 août 1913),
- 17 juin : Louis-Joseph-Raphaël Collin, peintre et illustrateur français († 19 octobre 1916),
- 3 juillet : Alfredo Keil, compositeur, peintre et collectionneur d'art portugais († 4 octobre 1907),
- 10 juillet : Marie-Augustin Zwiller, peintre français († 24 juin 1939),
- 14 juillet : Charles Bertrand d'Entraygues, peintre français († 11 février 1929),
- 20 juillet : Edmond de Palézieux, peintre suisse († 11 juin 1924),
- 23 juillet : Ernest Designolle, peintre et aquarelliste français († 1941),
- 26 juillet : Fernand Lematte, peintre français († 1929),
- 30 juillet : Léon Delachaux, peintre franco-suisse naturalisé américain († 27 janvier 1919),
- 2 août : Adrien de Witte, peintre et graveur belge († 25 juin 1935),
- 4 août : Eugenio Gignous, peintre italien († 30 août 1906),
- 12 août : Yamamoto Hōsui, peintre japonais († 15 novembre 1906),
- 15 août : Albert-Émile Artigue, peintre et lithographe franco-argentin († 16 avril 1927),
- 28 août : Iwill (Marie-Joseph Léon Clavel), peintre français († 1923),
- 30 août : Eugène Burnand, peintre suisse († 4 février 1921),
- 6 septembre : Louis Apol, peintre néerlandais de l'École de La Haye († 22 novembre 1936),
- 15 septembre: Émile Delperée, peintre belge († 9 novembre 1896),
- 23 septembre : Jules Habert-Dys, peintre, maître-verrier, graveur et enseignant français († 8 mars 1930),
- 30 septembre : César Pattein, peintre français († 26 janvier 1931),
- 5 octobre : Émile Renard, peintre français († 4 août 1930),
- 8 octobre : Léon Herbo, peintre belge († 19 juin 1907),
- 10 octobre : Léon-François Comerre, peintre et sculpteur orientaliste français († 20 février 1916),
- 14 octobre : Léon-Jules Lemaître, peintre français de l'École de Rouen († 6 juin 1905),
- 18 octobre : Louis-Maurice Boutet de Monvel, peintre, aquarelliste et illustrateur français († 16 mars 1913),
- 25 octobre : Henri Carot, peintre verrier français († 1919),
- 28 octobre : Édouard Dammouse, peintre et céramiste français († 15 janvier 1903),
- 10 novembre : Louis Muraton, peintre français († 20 novembre 1901),
- 11 novembre : António Carvalho da Silva Porto, peintre portugais († 11 juin 1893),
- 16 novembre :
  - Alfred Elsen, peintre et aquafortiste belge († 17 octobre 1914),
  - Joseph Mégard, peintre et graveur suisse († 26 janvier 1918),
- 20 novembre : François Schommer, peintre académique, aquafortiste et décorateur français († 29 octobre 1935),
- 28 novembre : Henri Patrice Dillon, peintre, illustrateur et lithographe français d'origine irlandaise († 16 mai 1909),
- 8 décembre : Luigi Nono, peintre italien († 17 octobre 1915),
- 9 décembre : Henry Daras, peintre français († 10 mai 1928),
- 24 décembre : Auguste-Emmanuel Hotin, peintre, dessinateur et graveur français († 16 juin 1910),
- 25 décembre : Ettore De Maria Bergler, peintre italien († 28 février 1938),
- ? :
  - Risto Čajkanović, peintre et écrivain serbe († 1900),
  - Marie-Joseph Léon Clavel, peintre paysagiste français († 1923),
  - Alix-Louise Enault, peintre française († 1913),
  - Ettore Forti, peintre italien († 1940).

## Décès
- 29 janvier : Luigi Sabatelli, peintre néoclassique italien (° 21 février 1772),
- 8 octobre :  Giuseppe Cammarano, peintre italien (° 4 juin 1766),
- 1er novembre :  Victor Orsel, peintre français (° 25 mai 1795),
- 8 décembre : Anatole Devosge, peintre français (° 13 janvier 1770),

- ? : Alphonse Bichebois, graveur et lithographe français (° 14 avril 1801).